# Исторический факультет Варшавского университета
Исторический факультет (пол. Wydział Historyczny — структурное подразделение Варшавского университета, один из 20 факультетов университета. На нем обучается около 4000 студентов, из которых 1650 — на дневной форме, 1880 — на вечернее или частичной, 480 — в аспирантуре. На историческом факультете работают 270 преподавателей. Должность декана факультета занимает Эльжбета Зиберт (Elżbieta Zybert).
С 1 сентября 2020 года факультет разделен на факультет археологии, факультет истории, и факультет искусств и наук о культуре.

## История
Изучение истории в Варшавском университете берет свое начало еще с первых лет его существования: от самого основания учебного заведения, когда в 1816 году историческая школа формировалась вокруг философского факультета.
В 1862 году вместе с открытием на базе университета Главной школы впервые был основан отдельный исторический факультет. Тогда на нем излагалась история античного Ближнего Востока, Рима и Греции, ислама, средневековья и разделов Польши . Сегодня факультет расположен в шести зданиях главного кампуса университета в центре Варшавы.
Он располагает рядом компьютерных классов, несколькими библиотеками. Библиотечная коллекция исторического факультета Варшавского университета является самым богатым собранием исторической литературы в Польше и одним из самых богатых в Европе .

## Международное сотрудничество
Исторический факультет Варшавского университета сотрудничает со значительным числом университетов по всему миру. Из украинских высших учебных заведений в этот список входят Киевский национальный университет имени Тараса Шевченко, Киево-Могилянская академия, Львовский национальный университет имени Ивана Франко, Черновицкий национальный университет имени Юрия Федьковича и Прикарпатский национальный университет имени Василия Стефаника .

## Структура
Исторический факультет Варшавского университета делится на семь подразделений :
- Институт истории — основан в 1930 году. Делится на семь департаментов: античной истории, средневековой истории, ранней новой истории, истории XIX века, истории XX века, вспомогательных исторических наук и отделения, преподавание истории. Отдельно существует Центр Мордехая Анелевича по изучению и преподаванию истории и культуры польских евреев[4].
- Институт археологии — основан в 1975 году на базе созданного в 1919 году отделение доисторической археологии. В его составе есть такие отделения: исторической антропологии, археологии Ближнего Востока, археологии Египта и Нубии, археологии античного Европы, эгейской археологии, классической археологии, палеолитической и мезолитической археологии, позднесредневекового и раннесредневековой археологии, доисторической археологии, археологии римских провинций, биоархеологии, раннесредневековой археологии, истории материальной культуры классической античности, контактов между Средиземноморьем и варварским миром, папирология, традиций классической античности в живописи, подводной археологии[5] .
- Институт истории искусства — основан в 1917 году. Насчитывает три департамента: истории древних искусства и культуры, истории искусства и культуры Нового времени, теории искусства[6] .
- Институт этнологии и культурной антропологии — основан в 1935 году. Делится на четыре секции: культурной антропологии, этнических и транскультурных исследований, польской и европейской антропологии, неевропейской этнологии и глобальных исследований[7] .
- Институт научной информации и библиографических исследований — основан в 1951 году. Состоит из отделений библиотековедения, информационных систем, книговедения, а также отделение истории, теории и методики библиографии[8] .
- Институт музыковедения — основан в 1948 году. Имеет в своем составе пять отделений: теории и эстетики музыки, общей истории музыки, истории польской музыки, систематического музыковедения[9] .
- Центр доколумбийских исследований — основан на базе Андской археологической миссии, созданной в 1988 году.